# Bella Alekseevna Burnaševa
| 2010 Chebyshev  | 13 ottobre 1969   |
| 2232 Altaj      | 15 settembre 1969 |
| 2259 Sofievka   | 19 luglio 1971    |
| 2327 Gershberg  | 13 ottobre 1969   |
| 2697 Albina     | 9 ottobre 1969    |
| 3406 Omsk       | 21 febbraio 1969  |
| 3921 Klement'ev | 19 luglio 1971    |
| 4109 Anokhin    | 17 luglio 1969    |
| 4465 Rodita     | 14 ottobre 1969   |
| 5075 Goryachev  | 13 ottobre 1969   |
| 5218 Kutsak     | 9 ottobre 1969    |
| 6278 Ametkhan   | 10 ottobre 1971   |
| 7318 Dyukov     | 17 luglio 1969    |

Bella Alekseevna Burnaševa (in russo Бэлла Алексеевна Бурнашева?) (1944) è un'astronoma sovietica, citata, secondo la traslitterazione inglese, anche come Bella Alekseevna Burnasheva.
Il Minor Planet Center le accredita la scoperta di tredici asteroidi, effettuate tra il 1969 e il 1971.
L'asteroide 4427 Burnashev è così chiamato in onore suo e del marito, Vladislav Ivanovič Burnašev.